# Reduto de São Francisco
O Reduto de São Francisco localiza-se na península do Monte Brasil, na freguesia da Sé, na cidade e concelho de Angra do Heroísmo, na costa sul da ilha Terceira, nos Açores.
Integra o conjunto defensivo da Fortaleza de São João Baptista da Ilha Terceira.

## História
No contexto da instalação da Capitania Geral dos Açores, o seu estado foi assim reportado em 1767: "(…) No reducto de São Francisco tem três canhoneiras e três peças de ferro, duas esfuguenadas, precisa fazer-se duas canhoneiras para duas peças com os seus reparos."
Em nossos dias encontra-se em ruínas.